# 大久保公卓
大久保 公卓（おおくぼ きみたか）は、高松藩の大老（家老）。大久保主計家2代。

## 生涯
明暦3年（1657年）、高松藩大老大久保公忠の長男として生まれる。寛文10年（1670年）7月、藩主頼重の三男頼考、四男頼章が禄高2000石を与えられた際に、公卓も禄高1000石を授かる。延宝6年（1678年）4月12日、父公忠の隠居により家督と知行3000石を相続、通称を主計と改め、大老となる。弟守羨も、500石を受け家老となった。同月15日には、頼重の娘彦姫（藩主頼常養女）と結婚した。頼重による公忠・公卓父子の重用については「英公外記」に、公忠が徳川頼房の庶子で、頼重の弟であることが記されている。
元禄10年（1697年）5月21日、死去した。継嗣なきまま没したため、藩主頼常の命で、弟の守羨が家督と知行3000石を相続した。